# USS Alexandria (SSN-757)
Za druga plovila z istim imenom glejte USS Alexandria.
USS Alexandria (SSN-757) je jedrska jurišna podmornica razreda los angeles.